# Відзнака «За честь і славу»
Заохочувальна відзнака Управління державної охорони України «За честь і славу» І та ІІ ступенів — відомча заохочувальна відзнака Управління державної охорони України..
Відомчою заохочувальною відзнакою Управління державної охорони України «За честь і славу» І та ІІ ступеня нагороджуються військовослужбовці Управління державної охорони України, ветерани державної охорони та інші громадяни. Нагородження відомчою заохочувальною відзнакою Управління державної охорони України «За честь і славу» І та ІІ ступеня проводиться за збереження честі, доблесті і слави, примноження славних традицій Управління, відданість справі Управління та за значну допомогу і сприяння у справі здійснення державної охорони України.